# La senyora Parker i el cercle viciós
La senyora Parker i el cercle viciós (títol original: Mrs. Parker and the Vicious Circle) és una pel·lícula estatunidenca dirigida per Alan Rudolph, estrenada l'any 1994. Ha estat doblada al català.

## Argument
La vida de la poeta Dorothy Parker al Nova York dels anys 1920 en el cercle literari de la taula rodona de la Algonquin.

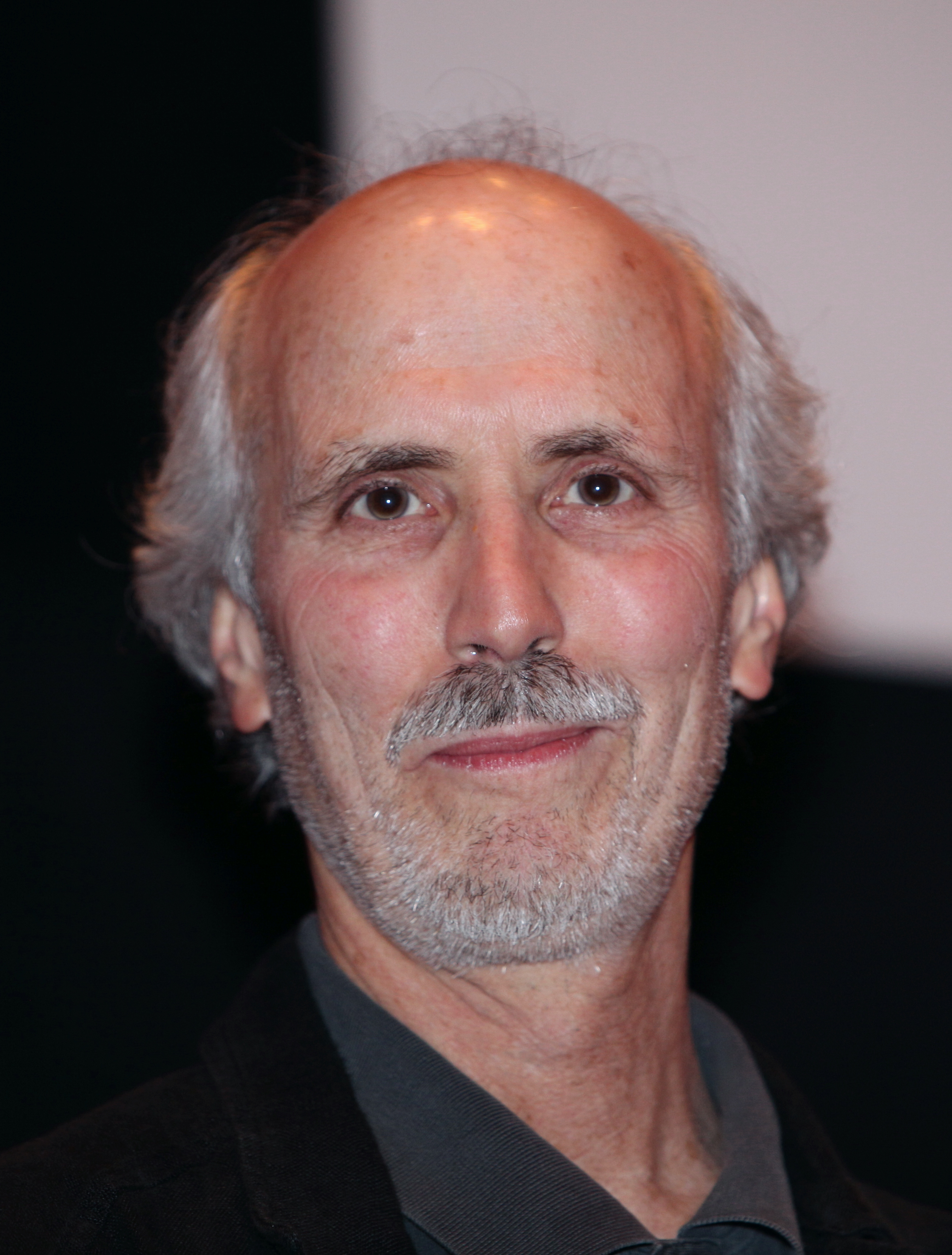
Alan Rudolph

## Repartiment

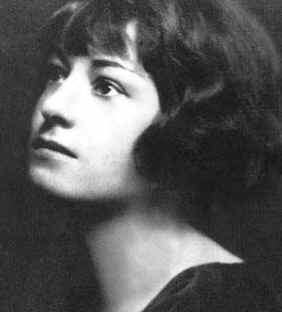
Dorothy Parker

- Jennifer Jason Leigh: Dorothy Parker
- Campbell Scott: Robert Benchley
- Matthew Broderick: Charles MacArthur
- Peter Gallagher: Alan Campbell
- Jennifer Beals: Gertrude Benchley
- Andrew McCarthy: Eddie Parker
- Wallace Shawn: Horatio Byrd
- Martha Plimpton: Jane Grant
- Sam Robards: Harold Ross
- Lili Taylor: Edna Ferber
- James LeGros: Deems Taylor
- Gwyneth Paltrow: Paula Hunt
- Nick Cassavetes: Robert Sherwood
- David Thornton: George S. Kaufman
- Heather Graham: Mary Kennedy Taylor
- Tom McGowan: Alexander Woollcott
- Chip Zien: Franklin P. Adams
- Gary Basaraba: Heywood Broun
- Jane Adams: Ruth Hale
- Stephen Baldwin: Roger Spalding
- Matt Malloy: Marc Connelly
- Rebecca Miller: Neysa McMein
- Jake Johannsen: John Peter Toohey
- Amelia Campbell: Mary Brandon Sherwood
- David Gow: Donald Ogden Stewart
- Leni Parker: Beatrice Kaufman
- J.M. Henry: Harpo Marx
- Stanley Tucci: Fred Hunter
- Mina Badie: Joanie Gerard
- Randy Lowell: Alvan Barach
- Keith Carradine: Will Rogers
- Jon Favreau: Elmer Rice

## Al voltant de la pel·lícula
- Robert Altman va presentar Jennifer Jason Leigh a Alan Rudolph; no tindran cap més ocasió de rodar junts. És igualment la primera vegada que Campbell Scott roda amb el director però es trobaran per The Secret Lives of Dentists el 2002.
- Al box-office, el film no funciona molt bé, no situant-se entre els 15 primers llocs (i de lluny) en la seva estrena.[3]
- Crítica: "Acurat drama d'època en el qual destaca l'estripada interpretació de Jason Leigh. Notable"[4]

## Música
La música va ser composta per Mark Isham ja conegut per la seva partitura d'El riu de la vida de Robert Redford que li valdrà una nominació a l'Oscar a la millor banda sonora. La banda original va sortir l'any 1994 sota l'etiqueta Varèse Sarabande, el disc dura 51 minuts i porta 19 títols.

## Premis i nominacions
- Selecció oficial al festival de Canes 1994 (és Pulp Fiction que assoleix la palma aquell any segons els presidents del jurat: Clint Eastwood i Catherine Deneuve).
- Nominació al Globus d'Or a la millor actriu dramàtica per Jennifer Jason Leigh (Jessica Lange va obtenir la distinció per Les coses que no moren mai)
- 5 nominacions als Premis Independent Spirit: millor film, millor director, millor actor (Campbell Scott), millor actriu (Jennifer Jason Leigh), millor guió.